# Doryctes herero
Doryctes herero är en stekelart som först beskrevs av Günther Enderlein 1820.  Doryctes herero ingår i släktet Doryctes och familjen bracksteklar. Inga underarter finns listade i Catalogue of Life.